# کلیسای جامع آخن
کلیسای جامع آخن که غالباً با عنوان «کلیسای جامع امپراتوری» به آن اشاره می‌شود در آخن آلمان قرار دارد.
این کلیسا قدیمی‌ترین کلیسای جامع در شمال اروپا است و به عنوان «کلیسای سلطنتی سنت مری در آخن» در طول قرون وسطی شناخته شده‌است. ۳۰ پادشاه آلمان و ۱۲ کوئینز به مدت ۶۰۰ سال از ۹۳۶ به ۱۵۳۱ در این کلیسا تاجگذاری کرده‌اند

## ساختار

طرح کلیسا

در حدود سال ۷۹۲ نمازخانه این کلیسا به همراه سایر بناها به دست چارلز بزرگ ساخته شد
و در سال ۸۰۵ توسط پاپ لئو سوم وقف گسترش یافت و در سال ۱۸۸۱ بازسازی شد.
در سال‌های بعد یک سالن گروه کر، قبه، چند کلیساهای کوچک و یک برج کلیسا نیز به آن اضافه شد. در سال ۱۹۷۸ این کلیسا به عنوان یکی از ۱۲ اثر ثبت شده در میراث جهانی و سومین اثر در اروپا به ثبت رسید.

## نگارخانه

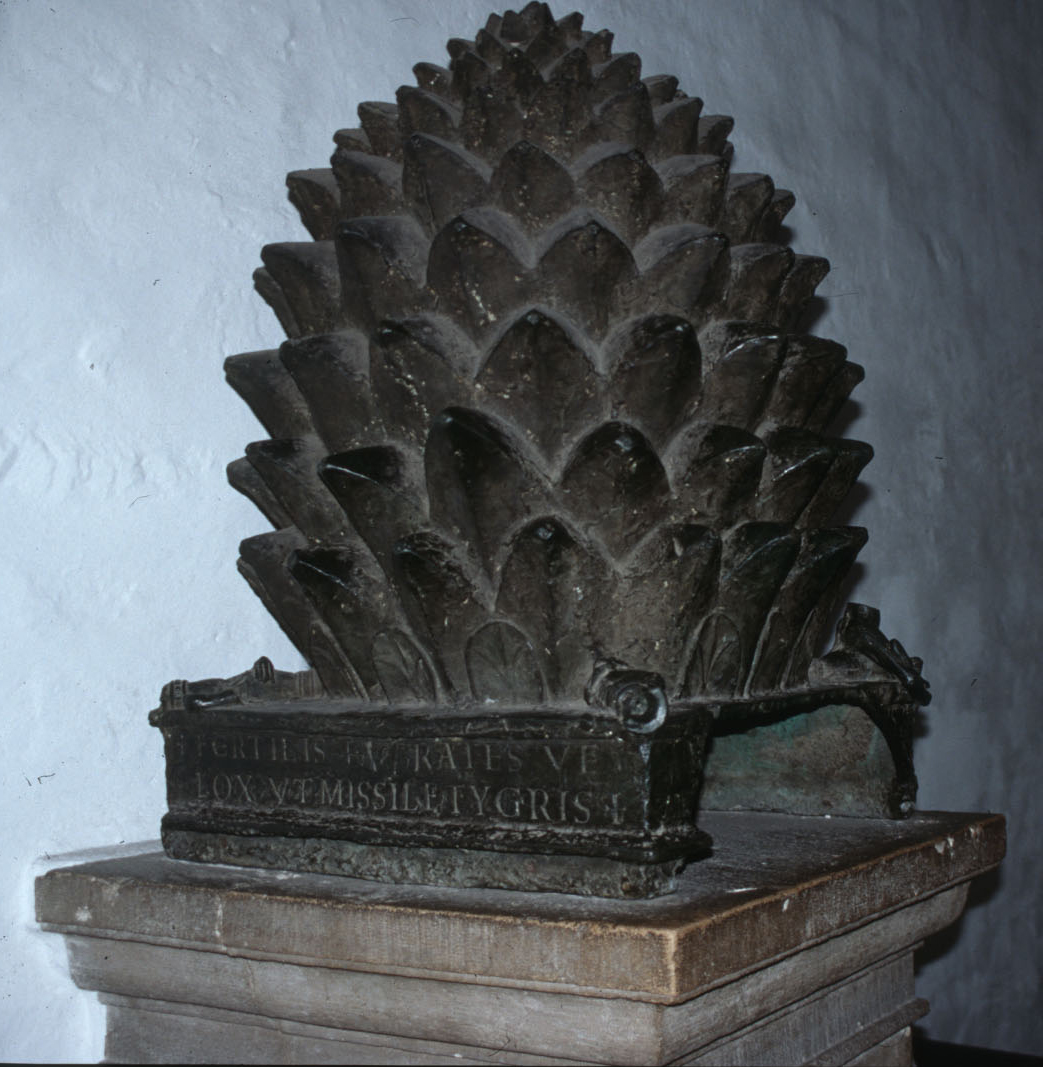
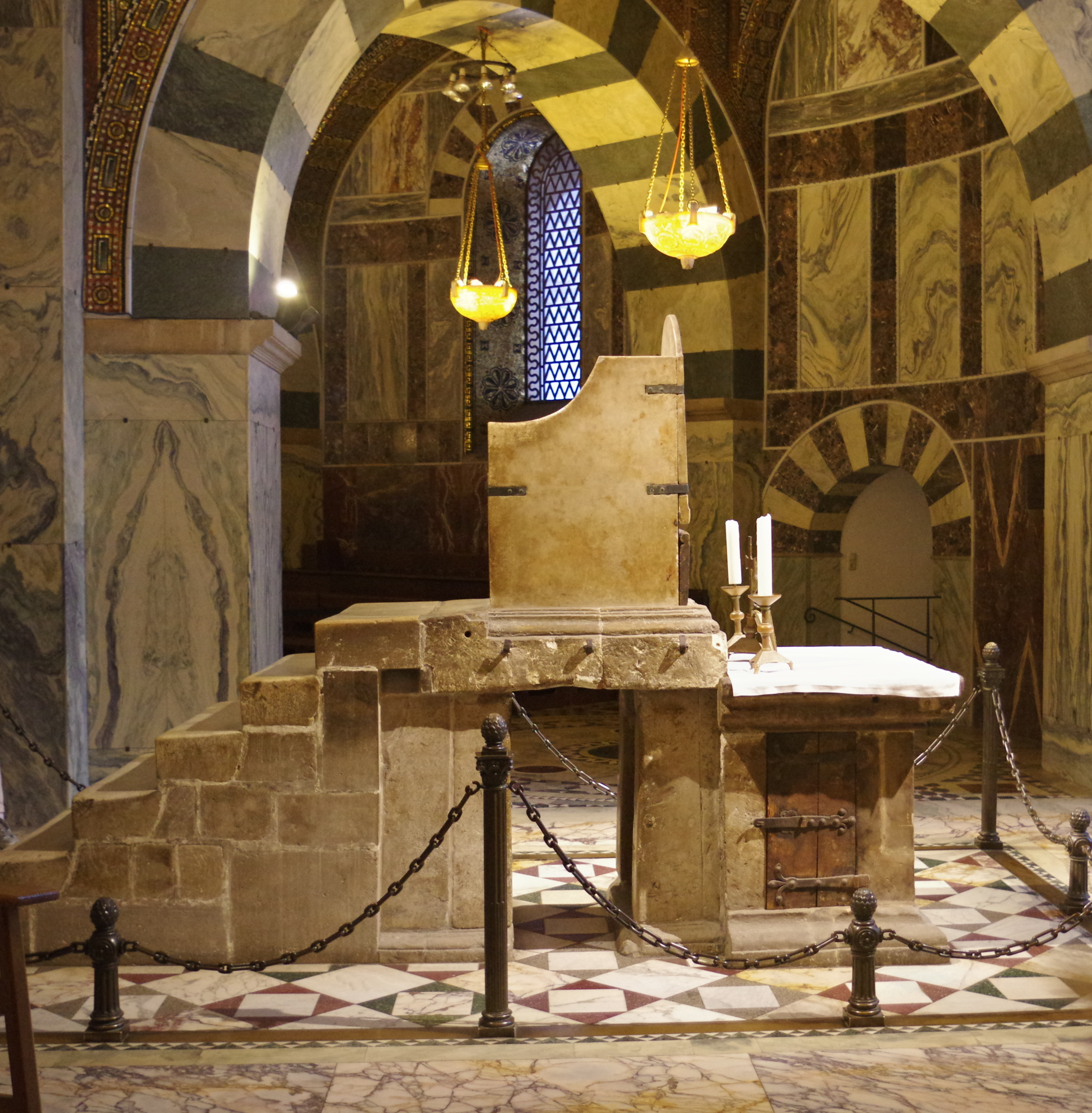
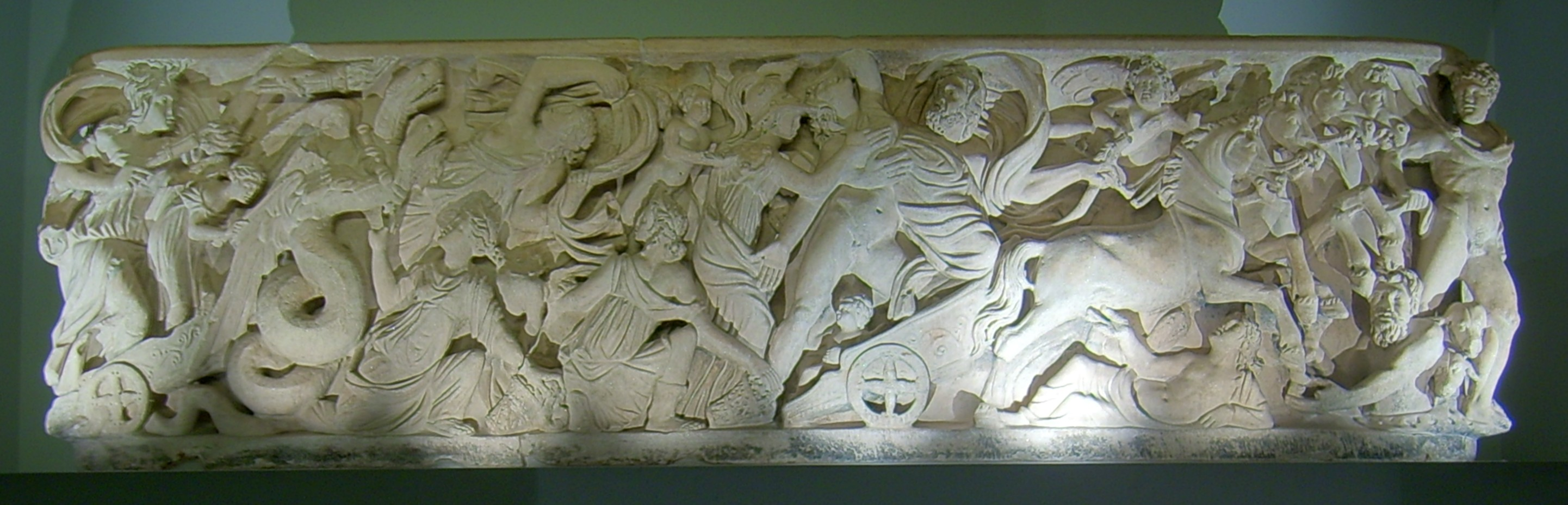
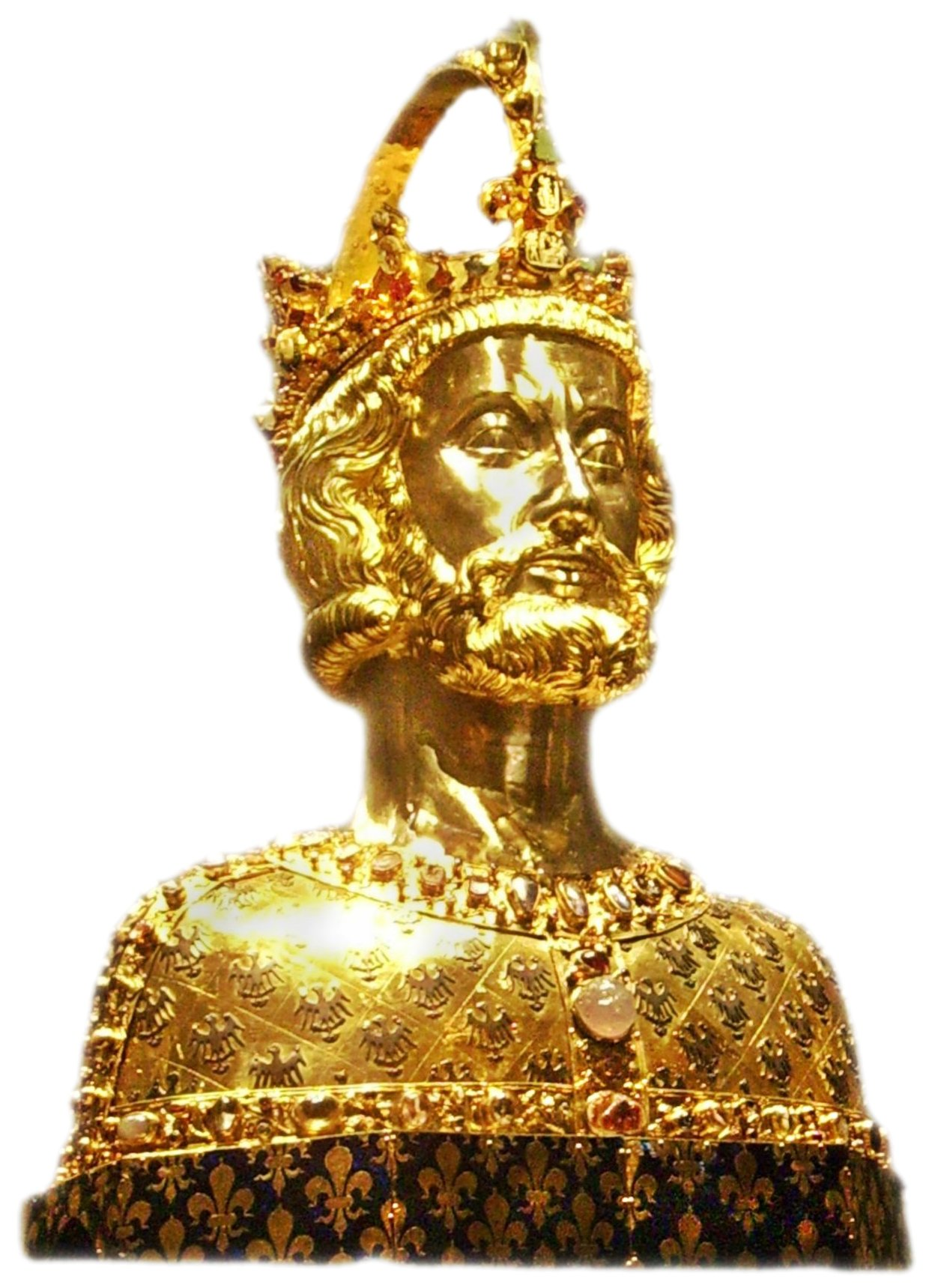
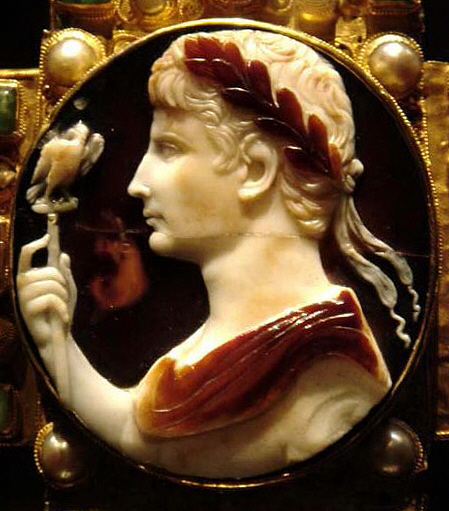
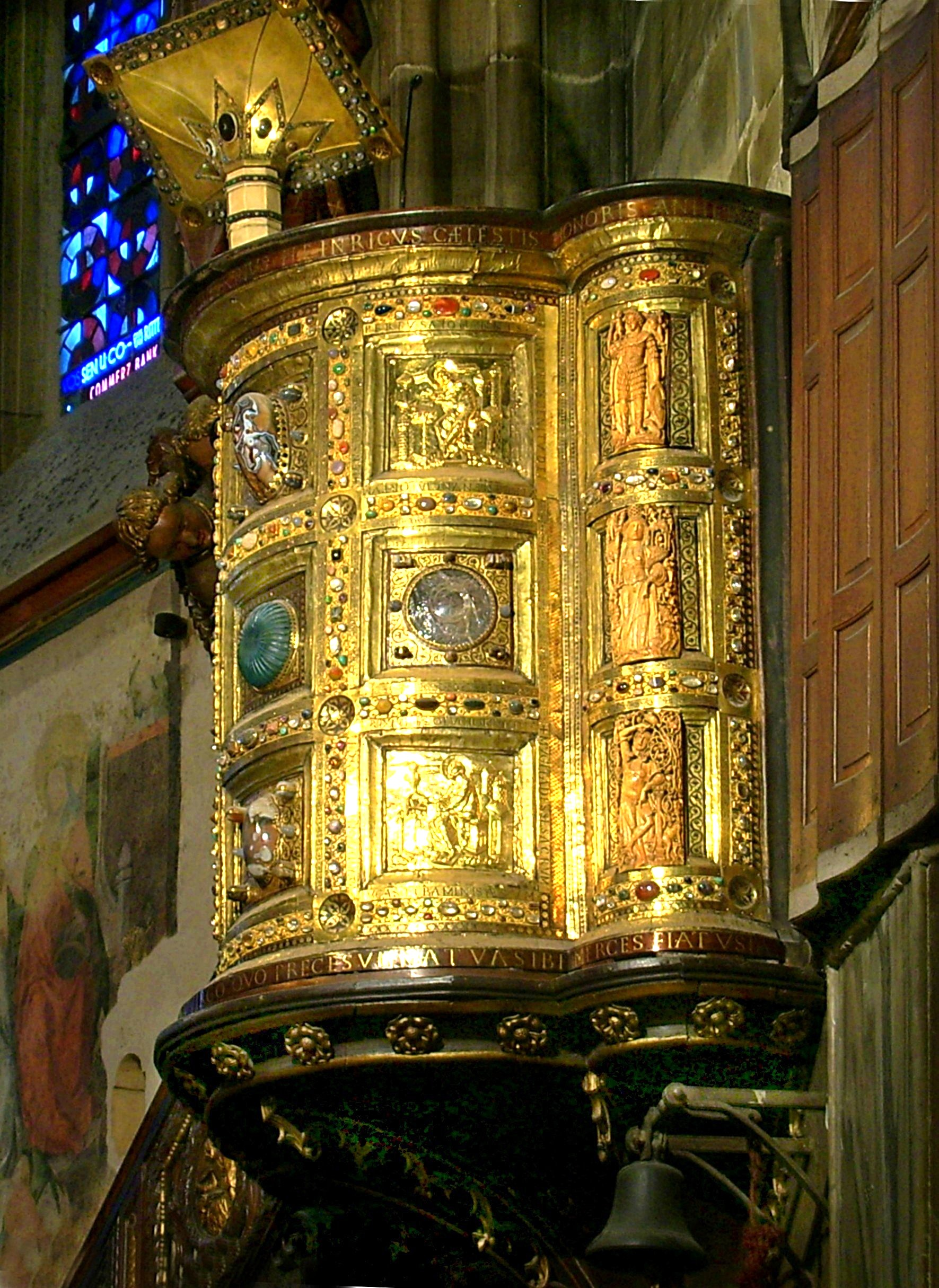
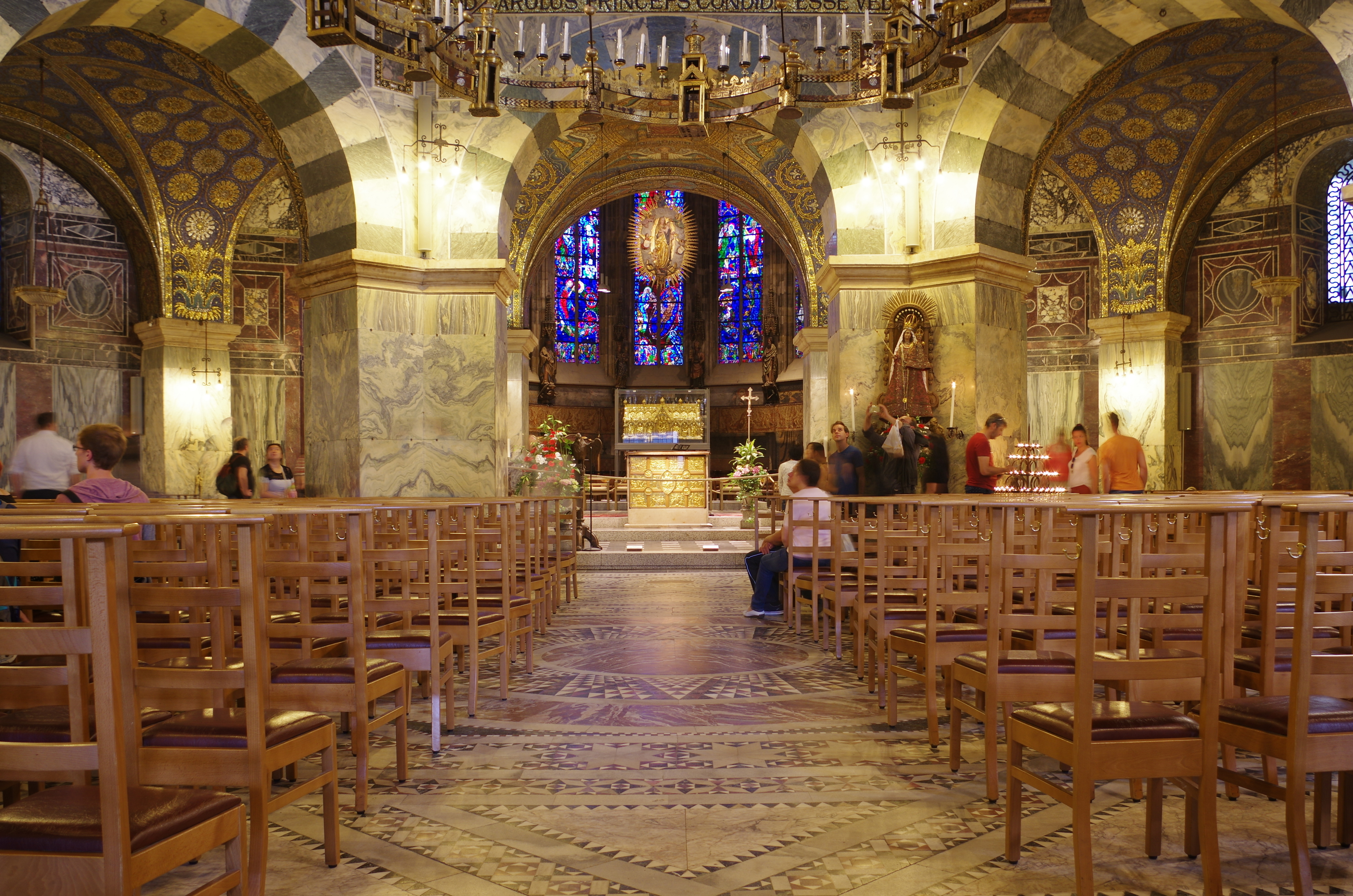
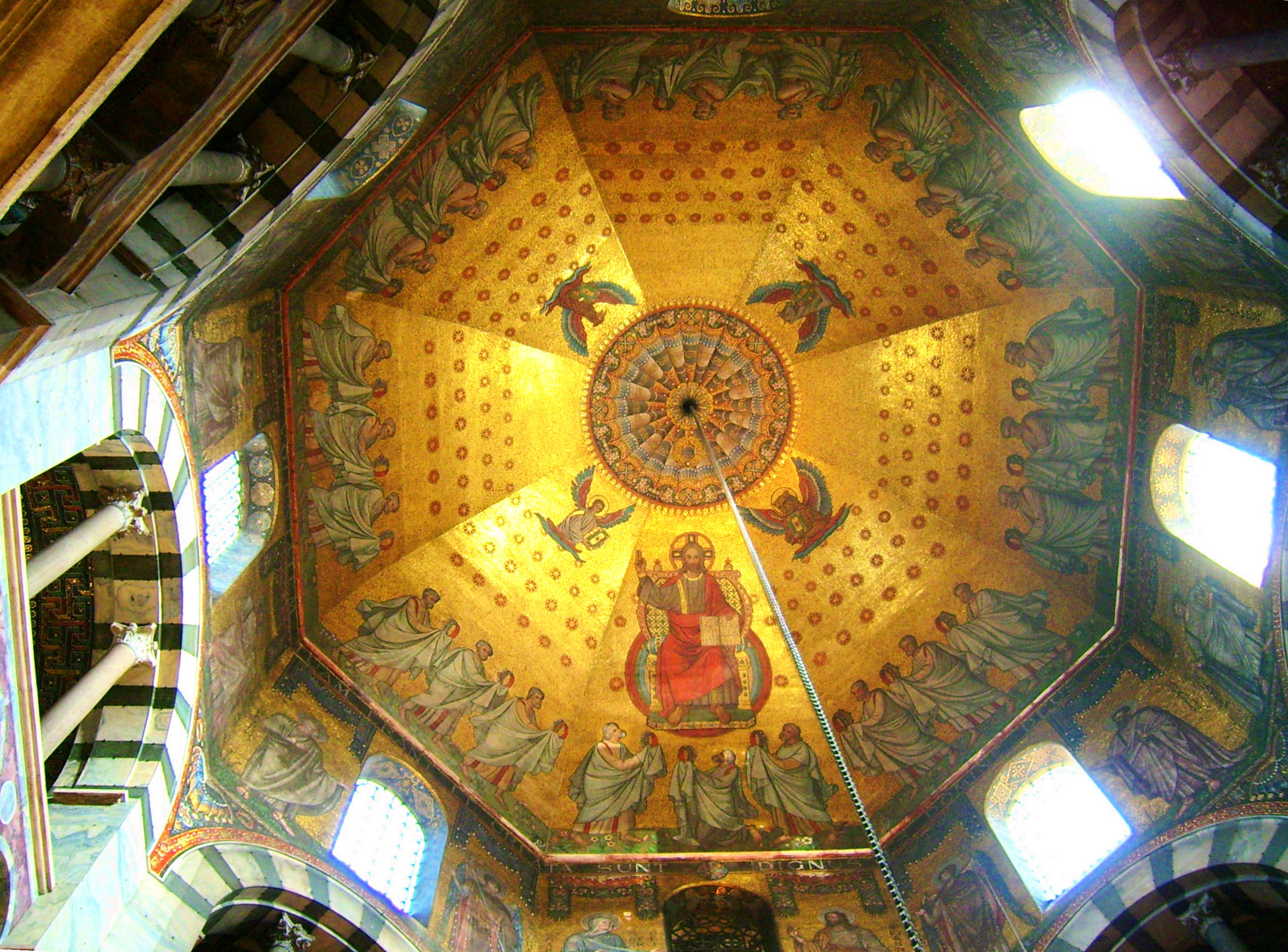
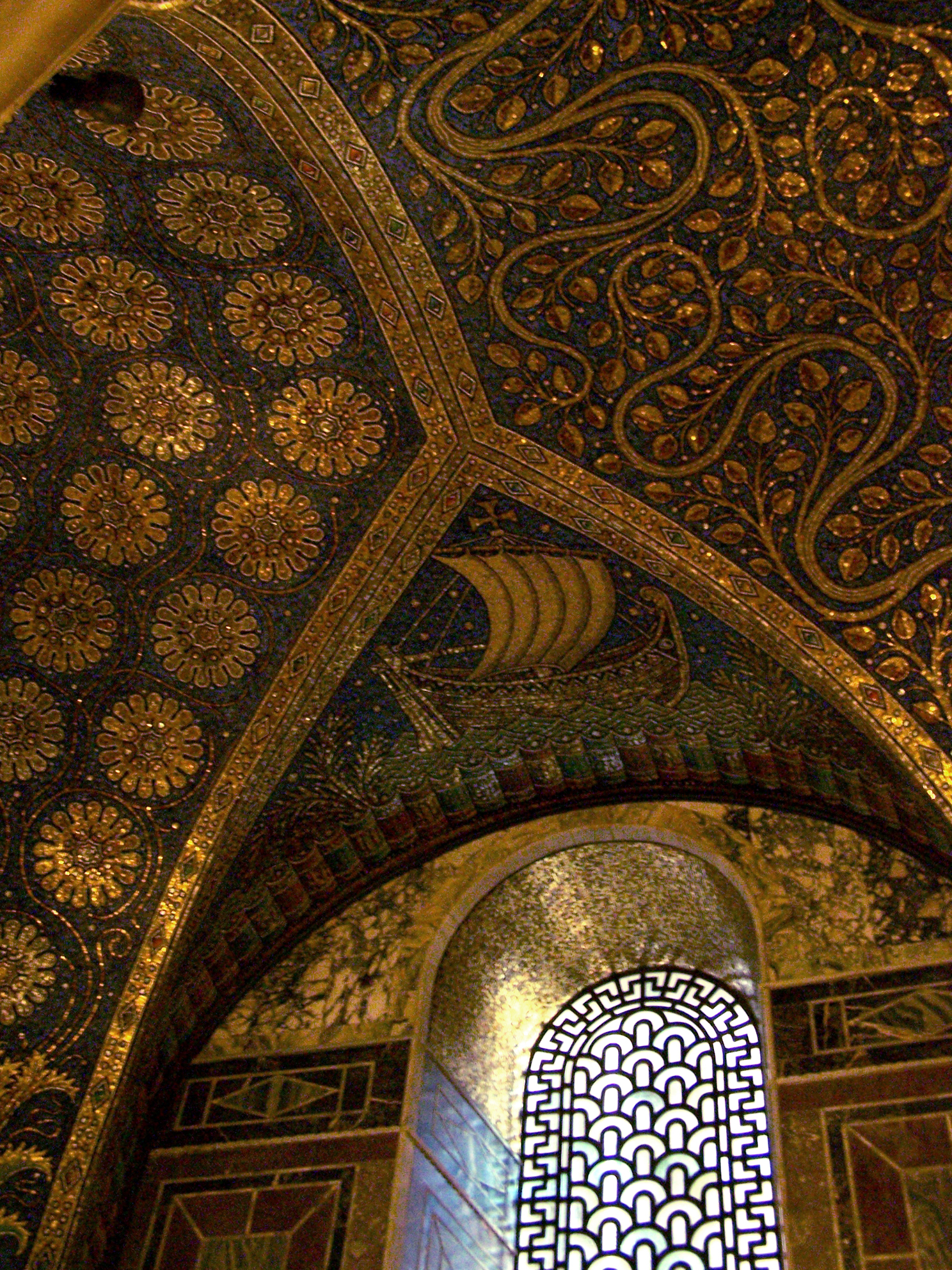
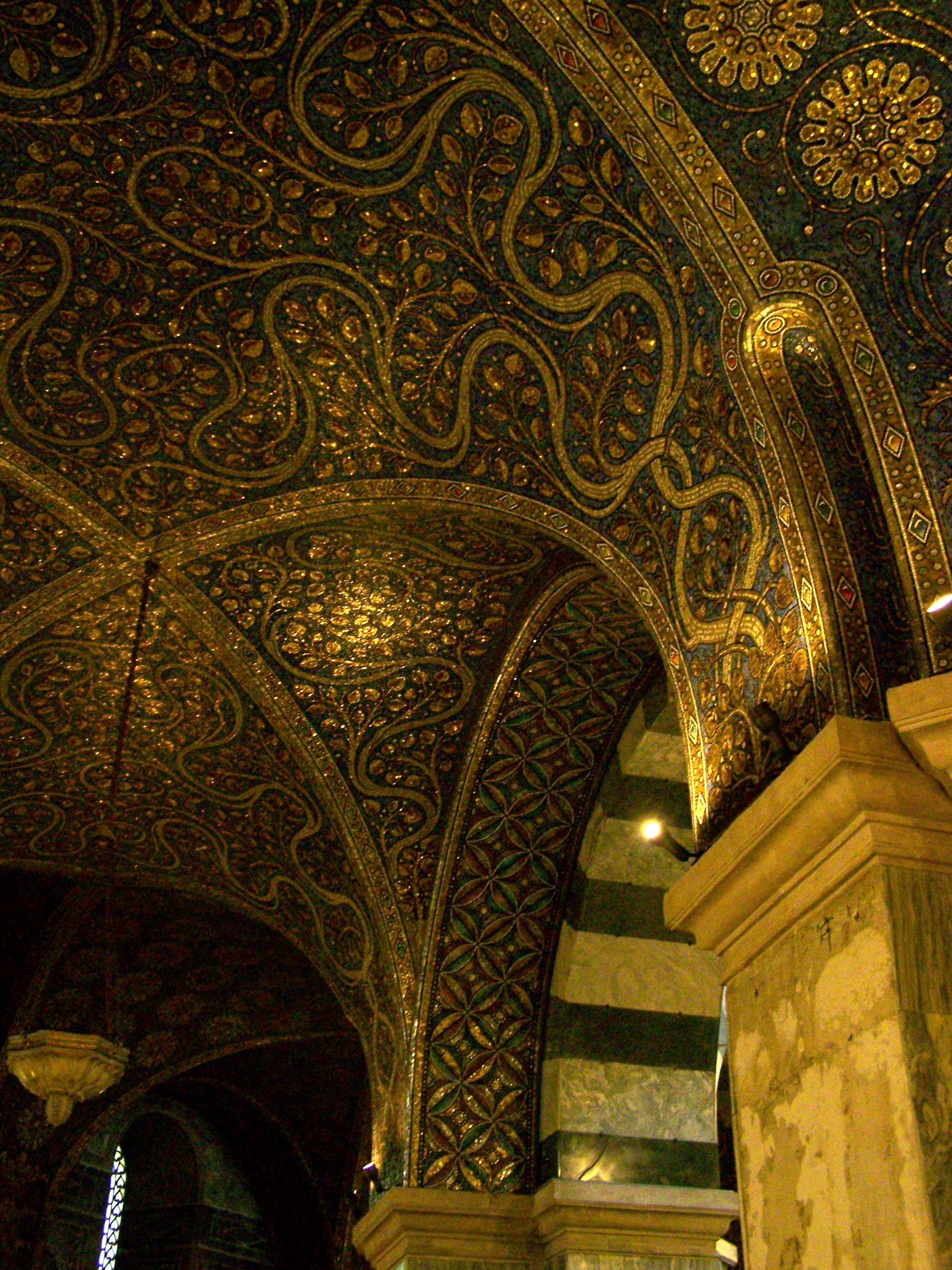
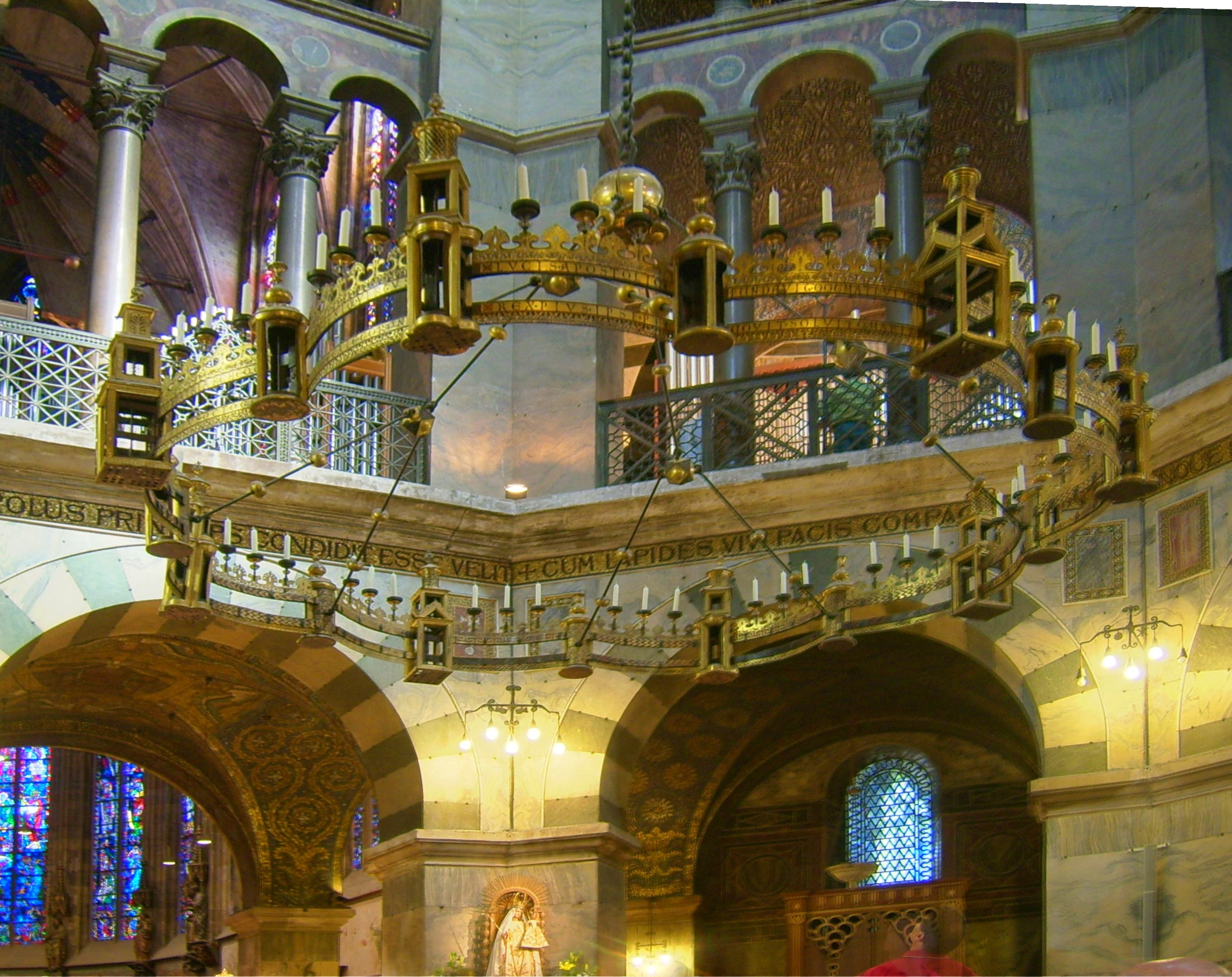
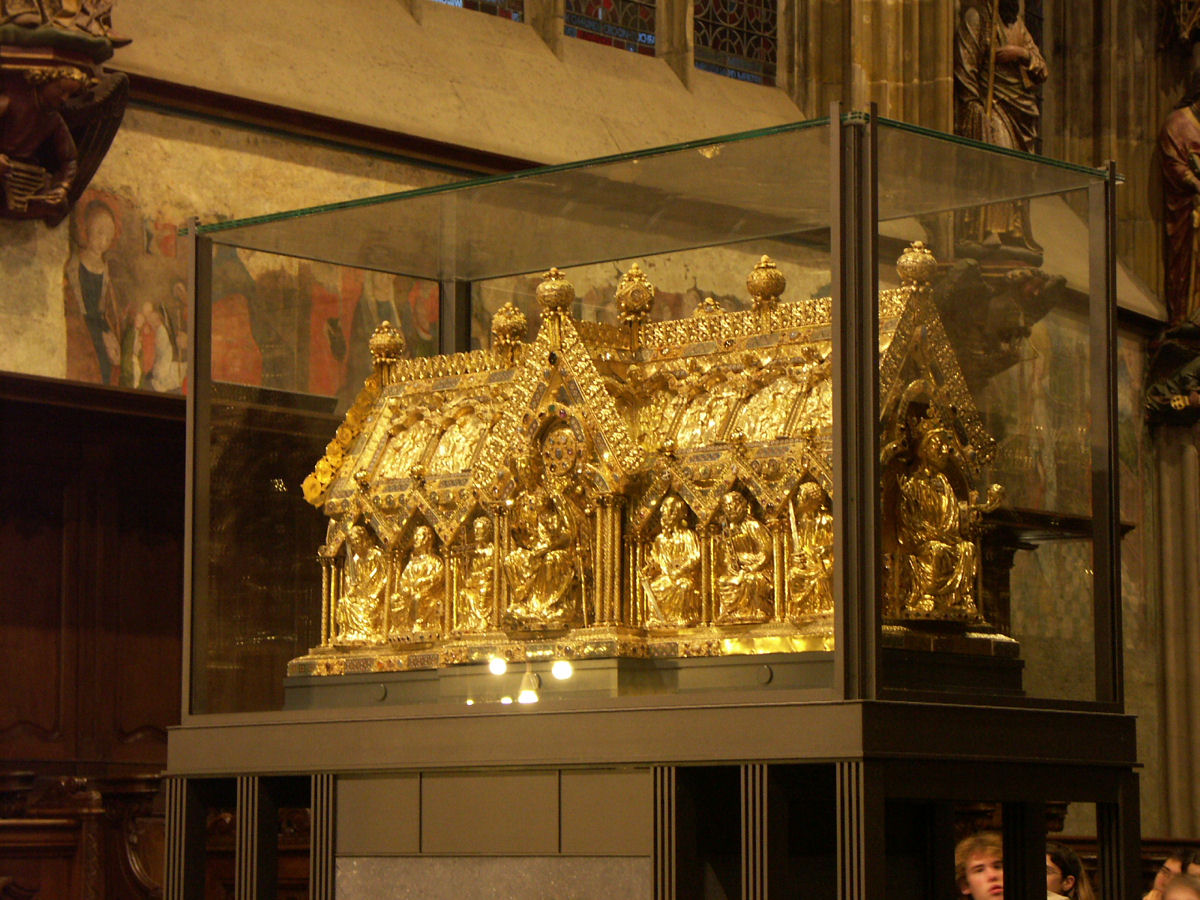
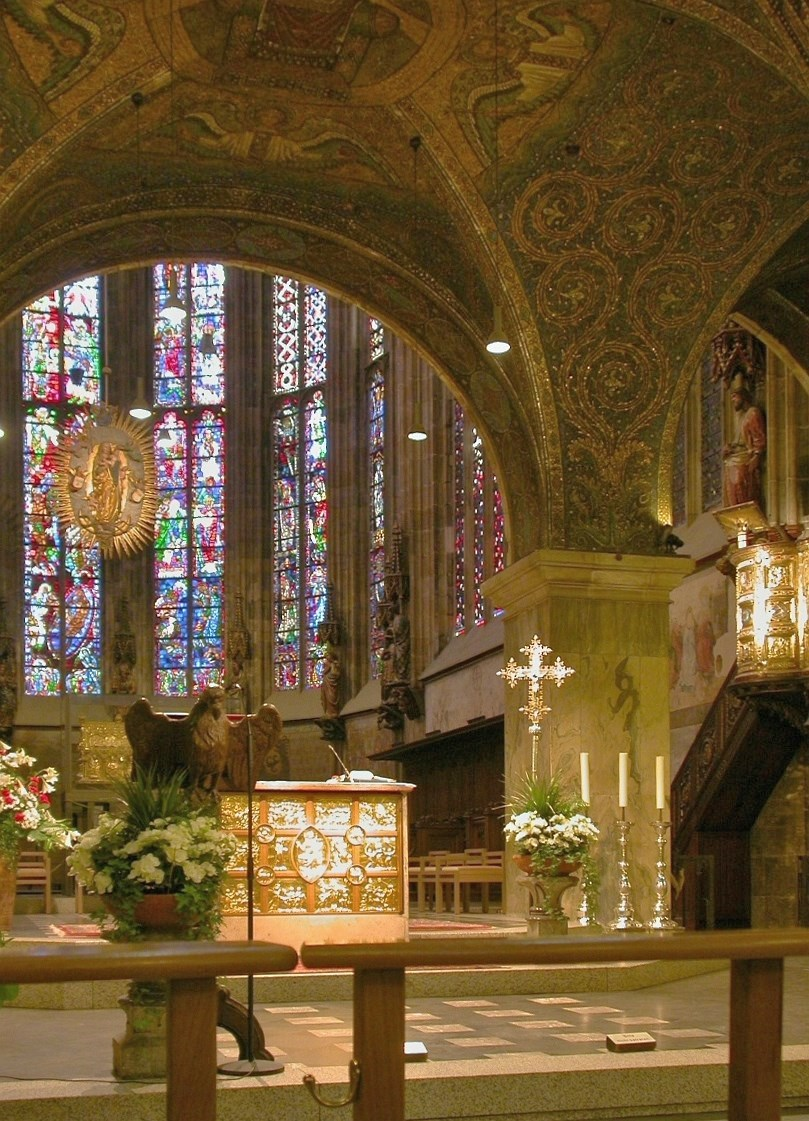